# Benny Lautrup
Benny Lautrup (født 25. juni 1939, død 3. januar 2025) var professor emeritus i teoretisk fysik ved Niels Bohr Institutet. 
Han arbejdede gennem sin karriere ved Nordisk Institut for Teoretisk Fysik (Danmark), Brookhaven National Laboratory (USA), CERN (Schweiz), og Institut des hautes Etudes Scientifiques (Frankrig).
Udover teoretisk fysik udgav han forskning indenfor kunstige neurale netværk med anvendelse til forudsigelse af proteinfoldning og linjedeling.
Lautrup udgav bøgerne Neurale Netværk: Computere med intuition med Søren Brunak, og lærebogen Physics of Continuous Matter: Exotic and Everyday Phenomena in the macroscopic World. Han formidlede fysik og deltog i den offentlige debat.